# Riverside (comté de Cambria, Pennsylvanie)
Pour les articles homonymes, voir Riverside.
Riverside est une census-designated place située dans le comté de Cambria, dans l’État de Pennsylvanie, aux États-Unis. Lors du recensement de 2020, elle compte 319 habitants.